# Tmesisternus strigosus
Tmesisternus strigosus là một loài bọ cánh cứng trong họ Cerambycidae.